# 2091 頭帆直升機
頭帆直升機（英語：Toufan，暫譯）是一款伊朗自行大幅升級的AH-1J武裝直升機，主要裝備於伊朗陸軍。
其升級主要包括新的駕駛艙、裝甲、電子設備和機身等等。

## 外部連結
- （页面存档备份，存于）

Toufan 2 （页面存档备份，存于）